# Pohlia marchica
Pohlia marchica là một loài Rêu trong họ Bryaceae. Loài này được Osterwald miêu tả khoa học đầu tiên năm 1905.